# سیشوئو اوراگامی
سیشوئو اوراگامی (انگلیسی: Seishuu Uragami؛ زادهٔ ۲۳ نوامبر ۱۹۹۹) یک بازیگر اهل ژاپن است.
از فیلم‌ها یا برنامه‌های تلویزیونی که وی در آن نقش داشته‌است می‌توان به دروغ‌های اول آوریل (فیلم) اشاره کرد.